# Federacja Organizacji Polskich na Ukrainie
Federacja Organizacji Polskich na Ukrainie – największa polska organizacja na Ukrainie zrzeszająca 134 polskich organizacji członkowskich skupiających ok. 18 500 członków. Siedzibą władz jest Kijów. Federacja posiada także biuro we Lwowie. Pracą Federacji kieruje wybierany na Sejmikach Zarząd, którym obecnie kieruje prezes. Funkcję tę pełni Elżbieta Korowiecka wybrana w grudniu 2021 na nadzwyczajnym sejmiku po śmierci wieloletniej prezes Emilii Chmielowej.

## Historia
26 października 1991 r. we Lwowie na spotkaniu środowisk polskich na Ukrainie podjęto decyzję utworzenia organizacji polskiej o zasięgu ogólnokrajowym. Komunikat końcowy spotkania głosił m.in. "My, Polacy zebrani dzisiaj we Lwowie, powołując komisję organizacyjną i statutową wyrażamy wolę utworzenia Federacji Organizacji Polskich na Ukrainie".
24 lipca 1992 r. Federacja uzyskała rejestrację w Ministerstwie Sprawiedliwości Ukrainy. 
Sejmiki:
- 5 stycznia 1993 r. w Kijowie odbył się I Sejmik Federacji, zrzeszającej wówczas 22 organizacji członkowskich. W wyniku demokratycznych wyborów prezesem została wybrana Emilia Chmielowa[3].
- V Sejmik  - z udziałem 280 delegatów[5].
- VI Sejmik 1-2 grudnia 2018 r. we Lwowie z udziałem 215 delegatów, reprezentujących 80 organizacji członkowskich[6].
- Nadzwyczajny Sejmik - 21 grudnia 2021 w Kijowie

## Działalność
Federacja jest członkiem Rady Polonii Świata, członkiem Europejskiej Unii Wspólnot Polonijnych.
Federacja organizuje zjazdy, konferencje naukowe, spotkania młodzieżowe, seminaria, kursy, festyny regionalne, warsztaty szkoleniowe i artystyczne, festiwale i konkursy, imprezy sportowe, które sprzyjają rozbudzaniu aktywności społecznej Polaków. Jest aktywnym uczestnikiem dialogu polsko-ukraińskiego. Od 2005 r. jest inicjatorem i współorganizatorem dorocznego Polsko-Krymskotatarsko-Żydowsko-Ukraińskiego Międzyreligijnego Seminarium Młodzieży „Arka”. Organizuje ukraińskie eliminacje Międzynarodowego Konkursu Recytatorskiego im. A. Mickiewicza KRESY (od 1991 r.). Z inicjatywy Federacji powołano Zjednoczenie Nauczycieli Polskich na Ukrainie oraz Ogólnoukraińskie Koordynacyjnego Centrum Metodycznego Nauczania Języka i Kultury Polskiej w Drohobyczu. 
Od 2006 r. Federacja wydaje dwumiesięcznik "Nasze drogi" (od 1994 jako Biuletyn FOPnU). 

## Odznaczenia i nagrody
1995 r. - Srebrny „POLONUS 1995 przyznany przez Międzyresortowy Zespół do Spraw Polonii i Polaków za Granicą
2002 r. - Dyplom Honorowy Ministerstwa Kultury i Sztuki Ukrainy
2003 r. - Wyróżnienie Ministerstwa Kultury i Sztuki Ukrainy „Za osiągnięcia w rozwoju kultury i sztuki” 
2003 r.  - Odznaka honorowa „Zasłużony dla Kultury Polskiej” przyznana przez Ministra Kultury RP
2007 r. - Dyplom honorowy Ministra Kultury i Sztuki Ukrainy za znaczący wkład w tworzenie wartości duchowych i profesjonalizm
2007 r. - Złoty Medal Stowarzyszenia „Wspólnota Polska”